# خورشوف پولسکی
خورشوف پولسکی (به لهستانی:  Horyszów Polski) یک روستا در لهستان است که در گمینا شتنو واقع شده‌است.